# Stuckholm
Stuckholm är hårdrocksgruppen The Events debutalbum, utgivet i mars 2009.
Namnet Stuckholm beskriver den situation bandet befann sig i när skivan släpptes. Bandet hade spelat över hela Sverige och även i andra länder som Finland och Tjeckien. Men det var fortfarande bara på hemmaplan i Stockholm där bandet fyllde klubbarna. På så sätt kände sig bandet som att de satt fast i Stockholm. Och man beslöt sig för att släppa en skiva för att nå ut till en större publik.

## Låtförteckning
1. Charlie - (2.45) (Dave Cave/Filip Nice/Mike Audell/Henrih Harleqin)
2. Smokin' Allowed - (3.13) (Dave Cave/Mike Audell/Filip Nice)
3. Boots Of Metal - (3.28) (Mike Audell/Dave Cave/Filip Nice)
4. Dirty Betrayers - (2.30) (Filip Nice/Dave Cave)
5. Push - (3.44) (Mike Audell/Dave Cave/Henrih Harleqin/Filip Nice)
6. X - (3.24) (Filip Nice/Mike Audell/Dave Cave/Henrih Harleqin)
7. Mr Sweeper - (5.01) (Filip Nice/Mike Audell/Dave Cave/Henrih Harleqin)
8. Burning Bush - (4.20) (Dave Cave/Mike Audell)
9. Smash Hit - (3.43) (Dave Cave/Mike Audell/Filip Nice)
10. Hijacked - (2.13) (Mike Audell/Dave Cave)
11. Catch Up The Night - (3:33) (Filip Nice/Dave Cave)
12. Explode - (3:30) (Dave Cave/Henrih Harleqin/Mike Audell/Filip Nice)

## Kuriosa
- Låtarna på skivan är skrivna från och med att bandet bildades (2004) tills att skivan spelades in (2008/2009).
- Filip Nice sjunger Catch Up The Night och Dave Cave delar sången med Mike Audell (som är bandets sångare i övrigt) på Push.
- Push är en hyllningslåt till en vän till bandet som under inspelningen av Stuckholm befann sig i kriget i Afghanistan.
- X skrevs 2004 när The Events bildades och var en lokal hit i Botkyrka men skrevs sedan om när man skulle spela in låten.
- Grunderna till Mr Sweeper skrevs av Filip Nice och Mike Audell redan innan man hade grundat The Events.
- Hijacked handlar om sångaren Mike Audells första resa till USA.
- Det har spekulerats om att låten Smokin' Allowed är en protest mot rökförbudet som infördes på svenska restauranger, klubbar och andra offentliga platser 2005. Bandet själva vägrar dock bekräfta påståendet.

## Medverkande
- Filip Nice - elbas/sång
- Mike Audell - gitarr/sång
- Dave Cave - gitarr/sång
- Henrih Harleqin - trummor

- Tomas Engberg - keyboard
- Viktor Henriksson - percussion
- Josefine Wassler - sång
- Erik Gunnars Risberg - violin
- Axel Thorell - cello
- Hannes Egnell - saxofon
- Jonas Wennström - trumpet
- Inge Henriksson - dragspel
- Stanislav Snäll - radioröst
- Akbar Ghavamzadeh - radioröst
- Andrius Rimsa - radioröst
- Anders Edström
- Klara Stenfelt
- Nathalie Ravelius